# Ī
Ī, ī (I с макроном) — буква расширенной латиницы, используется во многих языках мира, где практически везде обозначает долгий звук [iː]. Буква  используется в классической латыни, а также является четырнадцатой буквой латышского языка. Эта буква является самой используемой из всех букв расширенной латиницы (не считая букв с акутом).

## Использование
- Классическая латынь использовала Ī для записи долгого звука [iː] в слове Rōmānī «римляне».
- Латышский язык использует букву для записи долгого [iː] в слове Taisnība  «истина».
- Язык маори использует букву также как и латинский и латышский для обозначения долгого звука [iː].
- В пиньине эта буква означает звук и с высоким ровным или плавным тоном.